# Nai Bazar
Nai Bazar è una suddivisione dell'India, classificata come nagar panchayat, di 11.887 abitanti, situata nel distretto di Sant Ravidas Nagar, nello stato federato dell'Uttar Pradesh.